# Сен-Лоран-дю-Мон
Сен-Лора́н-дю-Мон (фр. Saint-Laurent-du-Mont) — коммуна во Франции, находится в регионе Нижняя Нормандия. Департамент коммуны — Кальвадос. Входит в состав кантона Мезидон-Канон. Округ коммуны — Лизьё.
Код INSEE коммуны — 14604.

## Население
Население коммуны на 2010 год составляло 194 человека.
| 1962 | 1968 | 1975 | 1982 | 1990 | 1999 | 2010 |
| ---- | ---- | ---- | ---- | ---- | ---- | ---- |
| 82   | 78   | 77   | 97   | 112  | 137  | 194  |

## Экономика
В 2010 году среди 117 человек трудоспособного возраста (15—64 лет) 79 были экономически активными, 38 — неактивными (показатель активности — 67,5 %, в 1999 году было 63,0 %). Из 79 активных жителей работали 77 человек (38 мужчин и 39 женщин), безработных было 2 (0 мужчин и 2 женщины). Среди 38 неактивных 11 человек были учениками или студентами, 12 — пенсионерами, 15 были неактивными по другим причинам.